# Байково (Северо-Курильский городской округ)
Байково — село в Северо-Курильском городском округе Сахалинской области России, на острове Шумшу (в 8 км от районного центра, расположенного на противоположном берегу Второго Курильского пролива, на соседнем острове Парамушире). Площадь 3346,23 км2, население 0 человек (2021)

## География
Находится в юго-западной части острова Шумшу, на берегу Второго Курильского пролива.

## История
Известное уже в XVIII веке айнское поселение называлось Майруппо. После подписания Петербургского договора в 1875 году первопоселение оказалось под юрисдикцией Японии, в составе уезда Шумшу, до 1945 года принадлежавшего японскому губернаторству Хоккайдо.  
В 1884 году айны были переселены японскими властями на Шикотан.
Японский посёлок Катаока (яп. 片岡) на месте Майруппо был основал японскими колонистами, участниками патриотического общества «Хокугикай» не ранее 1892 года, после посещения местности японским сановником Генмой Катаокой. Ими же в Катаоке был возведён самый северный дзиндзя тогдашней Японии.
В годы Второй мировой в посёлке располагалась военно-морская база 5-го флота Императорского флота Японии и аэродром с двумя ВПП, а после войны на основе посёлка и ВМБ было образовано село, в котором проживали, главным образом, семьи советских военных.
После присоединения Курильских островов к СССР село 15 октября 1947 года получило современное название, по одной версии — в память о погибшем в сражениях за Курильские острова бойце Красной Армии Байкове, по другой — в честь адмирала И. И. Байкова, командующего Камчатской военной флотилией в первые послевоенные годы.
В 1952 году произошло цунами от которого пострадало и село.
После ухода военных в конце XX века в селе отсутствует постоянное население.
В 2004 году преобразовано из посёлка в село Байково.

## Население
| 2002 | 2009 | 2010 | 2011 | 2012 | 2013 | 2014 |
| ---- | ---- | ---- | ---- | ---- | ---- | ---- |
| 0    | →0   | →0   | →0   | →0   | →0   | →0   |
| 2015 | 2016 | 2017 | 2018 | 2019 | 2020 | 2021 |
| →0   | →0   | →0   | →0   | →0   | →0   | →0   |

## Достопримечательности
Рядом с Байковом расположен ныне заброшенный аэродром Байково (бывший японский аэродром Имаизаки), куда ещё в 1990-х годах летали самолёты Л-410 из Елизово. Также в окрестностях находятся многочисленные оборонительные сооружения времён Второй мировой войны.

## Фотографии

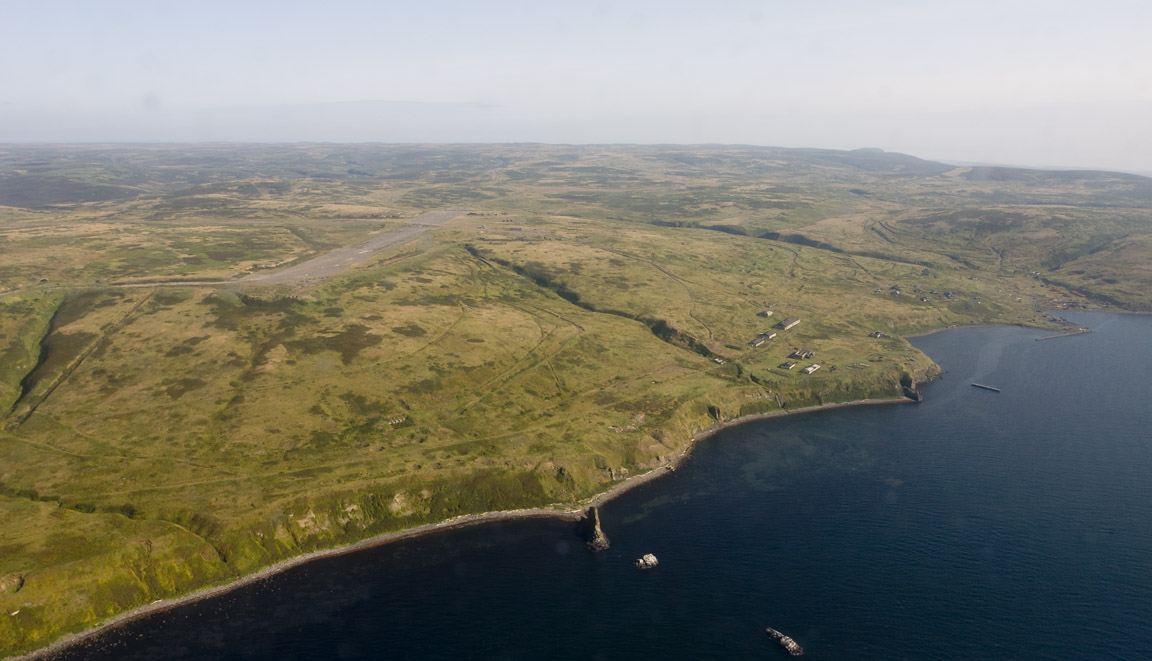
Село с высоты птичьего полёта, на заднем плане — заброшенный аэродром